# Broń nieśmiercionośna

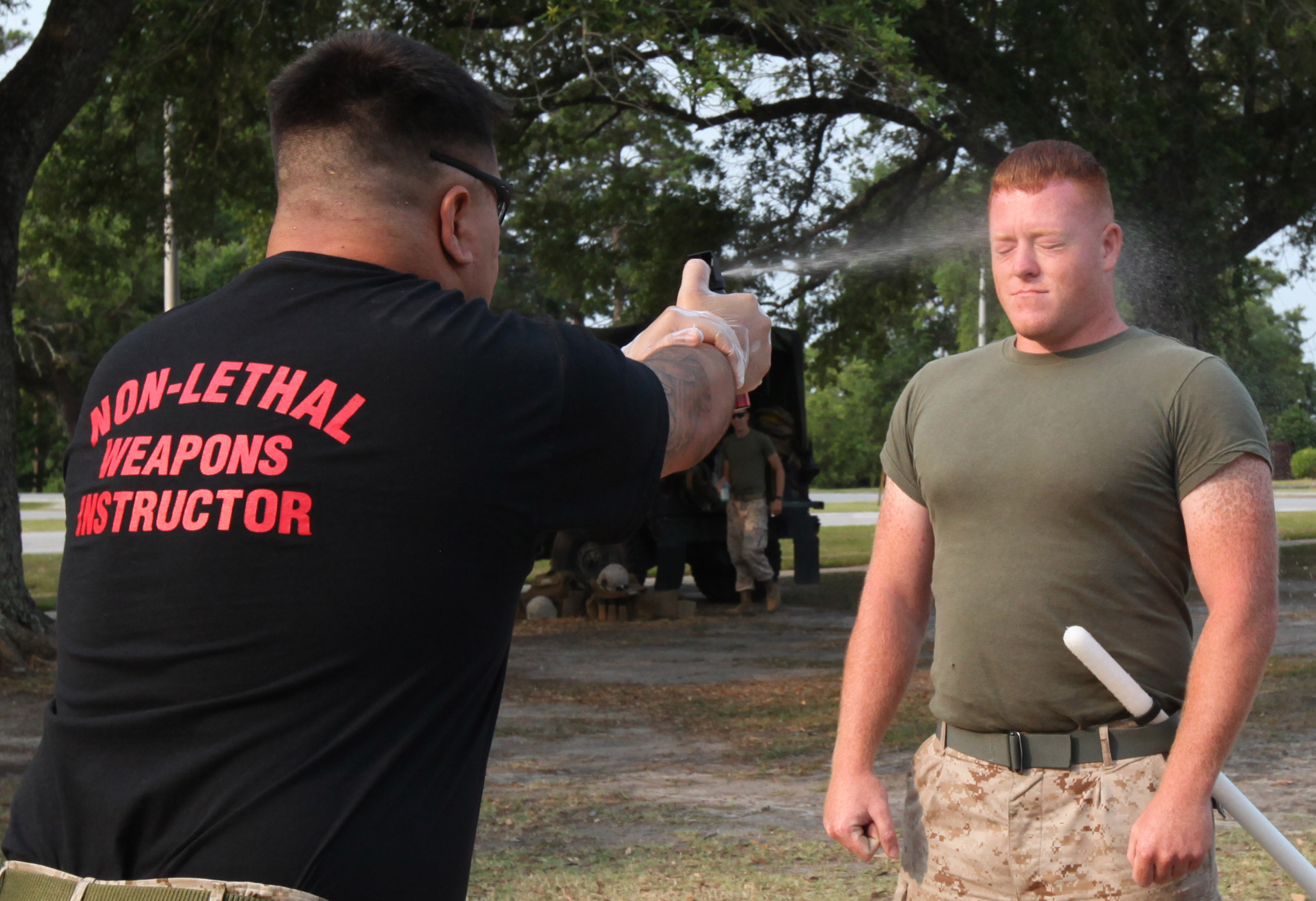
Instruktaż dotyczący oleoresin capsicum (gaz pieprzowy) w Bazie Korpusu Piechoty Morskiej Camp Lejeune.

Broń nieśmiercionośna – rodzaj broni konstrukcyjnie przystosowanej do obezwładniania osób lub fizycznego uniemożliwienia działania ludzi bądź rzeczy, bez powodowania ich śmierci, bądź trwałych obrażeń i uszkodzeń. Broń tego rodzaju wykorzystywana jest najczęściej przez oddziały prewencji policji, jednakże coraz bardziej odczuwalna staje się potrzeba używania tego rodzaju środków w działaniach oddziałów wojskowych, zwłaszcza w trakcie prowadzonych przez nie międzynarodowych operacji utrzymania bądź przywrócenia pokoju.

## Broń nieśmiercionośna w zastosowaniach wojskowych
Powtarzające się problemy działań asymetrycznych z jakimi spotykają się oddziały wojskowe w trakcie międzynarodowych operacji innych niż wojna, spowodowały konieczność podjęcia badań nad bronią nie powodującą śmierci bądź trwałych uszkodzeń ciała wśród osób cywilnych. W wyniku podjętych badań interdyscyplinarnych, w tym obejmujących psychologię i medycynę, opracowano kilka grup broni nieśmiercionośnych:
- środki akustyczne (urządzenia ogłuszające, hukowe, lecz także pracujące w zakresie częstotliwości niesłyszalnych dla ludzkiego ucha jednakże powodujące dotkliwy, uniemożliwiający celowe działanie ból);
- środki optyczno-akustyczne, będące rozbudowaną o efekty oślepiające formą środków akustycznych;
- środki optyczne – oddziaływające na wzrok, powodując odwracalną utratę zdolności widzenia a przez to uniemożliwiające celowe działanie przez czas oślepienia;
- środki elektryczne, które jako czynnik rażenia wykorzystują energię elektryczną (paralizatory, tasery itp.);
- środki elektromagnetyczne, przeznaczone przede wszystkim do zatrzymywania pracy silników;
- środki mechaniczne – urządzenia zapewniające kinetyczne oddziaływanie na tłum (armatki wodne, amunicja gumowa bądź żelowa, siatki obezwładniające etc).
- środki chemiczne oddziaływające przede wszystkim na zmysły człowieka, w tym przede wszystkim wzrok, w formie dymów, gazów i innych które powodują odwracalny stan złego samopoczucia, wykluczający podejmowanie jakiegokolwiek zorganizowanego działania, oraz środki utrudniające lub uniemożliwiające poruszanie się (substancje w formie żelów bądź płynów, które na skutek zmniejszenia tarcia powodują poślizg, bądź też przeciwnie – oblepiające kończyny przytwierdzając w ten sposób ludzi do podłoża.

Istotną cechą broni nieśmiercionośnej w zastosowaniach wojskowych, jest ich większa niż w zastosowaniach policyjnych siła działania. Powodowane jest to faktem, że w sytuacjach zagrożeń, do likwidacji których wysyłane są oddziały wojskowe, siła i agresja ataku jest zwykle większa niż w przypadku zamieszek, do uśmierzania których wysyłane są oddziały policji. W takich sytuacjach, policyjne środki nieśmiercionośne okazują się zazwyczaj niewystarczające, zaś broń ostra wojska, byłaby środkiem zbyt radykalnym. Dla celów wojskowych więc, konieczne okazało się opracowanie pośredniej grupy środków – nie tak radykalnej i poważnej w skutkach jak broń bojowa wojska, silniejszej jednak od środków policyjnych.